# Мртовњак (Дуги оток)
Мртовњак је мало ненасељено острво у хрватском делу Јадранског мора. Припада Задарском архипелау. 
Налази се око 1,8 км северозападно од отичића Лавадре, јужније од оточића Тукошчак и око 3,5 км од насеља Сали на Дугом отоку. Површина острва износи 0,09 км². Дужина обалске линије је 1,1 км.. Највиши врх на острву је висок 45 метара.